# ISZTAR
System Zintegrowanej Taryfy Celnej ISZTAR – jest systemem klasyfikacji celnej prowadzonym przez Służbę Celną RP, integrującym dane na temat towarów i taryf celnych obowiązujących w Polsce.
System ISZTAR zawiera, między innymi, nomenklaturę towarową (nomenklaturę CN, nomenklaturę TARIC, system kodów dodatkowych), stawki celne, informacje o ograniczeniach w imporcie i eksporcie, kontyngenty (ograniczenia) towarowe, zawieszenia ceł oraz stawki podatku VAT i akcyzę.
Baza danych systemu jest na bieżąco aktualizowana danymi pochodzącymi z systemu TARIC zarządzanego przez Dyrekcję Generalną Podatków i Unii Celnej w Brukseli oraz danymi krajowymi w zakresie podatków i ograniczeń.
Internetowa przeglądarka taryfowa zawiera także uwagi prawne do sekcji i działów oraz listy dotyczące banderol.